# Giuseppe Caliceti
Giuseppe Caliceti (Modena, 1964) è uno scrittore italiano.
Dalla metà degli anni ottanta lavora come docente nella scuola primaria. Ha pubblicato libri di poesia e narrativa per bambini, ragazzi, adulti.
Nel 2003 l'opera Suini (edita da Marsilio) si aggiudica il Premio Elsa Morante.
Su il manifesto tiene da diversi anni la rubrica settimanale I bambini ci parlano.

## Opere
- La ragazza ladra, TamTam, 1983.
- Fonderia Italghisa, Marsilio, 1996.
- Pubblico/Privato 0.1, Sironi, 1999.
- Battito animale, Marsilio, 2001.
- Suini, Marsilio, 2003.
- Il busto di Lenin, Sironi, 2004.
- Italiani, per esempio. L'Italia vista dai bambini immigrati, Feltrinelli, 2010.
- Una scuola da rifare. Lettera ai genitori, Feltrinelli, 2011.
- Miti bambini - Come rispondere alle grandi domande dei piccoli, Bompiani, 2017.
- Il catalogo delle maestre, San Paolo edizioni, 2018.
- Filippo Maria, il terribile, Raffaello, 2018.
- Amira. Un mondo senza confini, Raffaello Ragazzi, 2018.
- Il burrone, TopiPittori, 2019.
- La scuola senza andare a scuola. Diario di un maestro a distanza, Manni, 2020.
- Le sillabe degli animali, Topipittori, 2021.
- Ciao Sasso, Raum Italic, 2021.

### Curatele
- Quello che ho da dirvi. Autoritratto delle ragazze e dei ragazzi italiani, con Giulio Mozzi, Einaudi 1998.
- È da tanto che volevo dirti. I genitori italiani scrivono ai loro figli, con Giulio Mozzi, Einaudi 2002.